# Passage secret (film)
Pour plus de détails, voir Fiche technique et Distribution.
Passage secret est un film français réalisé par Laurent Perrin, sorti en 1985, dernier film interprété par Dominique Laffin, morte avant la sortie du film.

## Synopsis
Des adolescents et quelques jeunes adultes jouent au chat et à la souris, aux gendarmes et aux voleurs, dans le vide d'un mois d'août parisien.

## Fiche technique
- Titre : Passage secret
- Réalisation : Laurent Perrin
- Scénario : Laurent Perrin et Olivier Assayas
- Photographie : Dominique Le Rigoleur
- Son : Pierre Donnadieu
- Musique : Jean-Claude Nachon (coécrit avec Angélique Nachon)
- Montage : Denise de Casabianca
- Production : Joëy Faré
- Société de production : Orca Productions et Scopitone Film
- Pays d'origine :  France
- Format : Couleurs - 1,66:1 - 35 mm
- Genre : comédie dramatique
- Durée : 85 minutes
- Date de sortie : 20 novembre 1985

## Distribution
- Dominique Laffin : Anita
- François Siener[1] : Serge
- Franci Camus[2] : Camille
- Ged Marlon : Léo
- Michel Subor : Enrique
- Philippe Morier-Genoud : Burles
- Julien Dubois : Jeannot
- Mathias Standaert : Fabrice
- Martine Simonet : Marthe
- Philippe Laudenbach

## Appréciation critique
« Laurent Perrin ne donne pas dans le réalisme banal ou la psychologie conventionnelle cultivée par le cinéma français. Et son film, vraiment, original n'a pas besoin de l'aumône indulgente qu'on se croit tenu d'accorder à un premier long métrage jugé « prometteur ».
Le Paris de Laurent Perrin, des toits du Marais à la terrasse de la Samaritaine ou au dédale des Catacombes, c'est celui, poétique et fantastique, de Louis Feuillade et de Georges Franju. Mais dans un temps d'aujourd'hui qui est hors du temps, en couleurs filtrées, peintes « à plat ». [...]
Cache-cache, cloche-pied, escapades, acrobaties, expéditions souterraines : les jeunes cambrioleurs restent suspendus dans un monde à demi-imaginaire. Et puis, il y a Dominique Laffin, avec sa voix rauque, ses gestes brusques, sa sensibilité d'écorchée, pour la dernière fois... »

— Jacques Siclier, Le Monde, 22 novembre 1985